# Quadrella (krab)
Quadrella is een geslacht van kreeftachtigen uit de klasse van de Malacostraca (hogere kreeftachtigen).

## Soorten
- Quadrella boopsis Alcock, 1898
- Quadrella coronata Dana, 1852
- Quadrella maculosa Alcock, 1898
- Quadrella nitida Smith, 1869
- Quadrella reticulata Alcock, 1898
- Quadrella serenei Galil, 1986